# الدوري المكسيكي الممتاز 1974-75
الدوري المكسيكي الممتاز 1974-75 (بالإسبانية: Primera División de México 1974-75)‏ هو موسم من الدوري المكسيكي الممتاز. كان عدد الأندية المشاركة فيه 20، وفاز فيه نادي تولوكا.